# VV Black Boys
VV Black Boys is een Nederlandse amateurvoetbalclub uit de stad Sneek in de Nederlandse provincie Friesland, opgericht in 1924. Het eerste elftal van de club speelt in de Vijfde klasse zondag (2023/24).

## Historie

### Naamgeving
Voetbalvereniging Black Boys werd opgericht in 1924. De keuze van de verenigingsnaam heeft vele voeten in de aarde gehad. De naam stamt van het feit dat indertijd de zwarte stof het goedkoopst was. Alle spelers hadden wel een zwart shirt in de kast hangen, met zwarte broek en zwarte kousen. Het volledig zwarte tenue is de oorsprong van de clubnaam Black Boys.

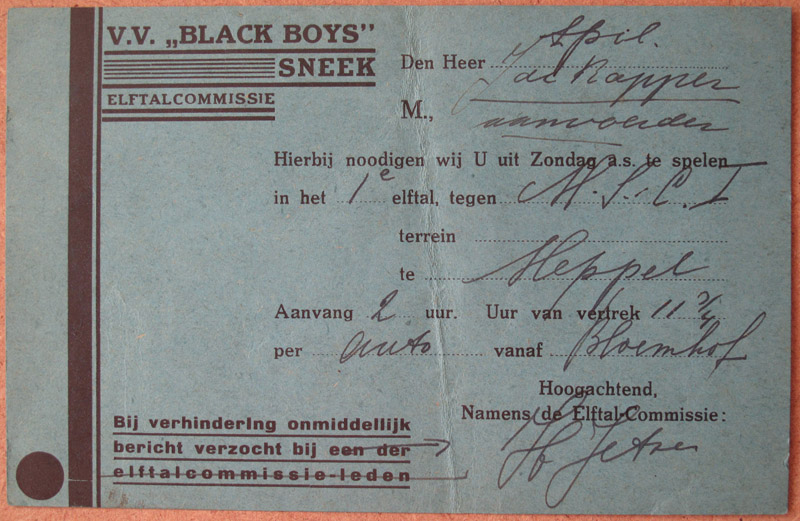
Oproepkaart van Black Boys rond 1931

De naam Black Boys wordt opnieuw relevant wanneer de club in de jaren negentig een tekort aan leden heeft. Het voortbestaan komt in gevaar, ware het niet dat in Sneek onlangs een asielzoekerscentrum was geopend. De club opent de deuren voor de vluchtelingen en overleeft.

### Sportpark Noorderhoek
De vereniging speelde haar thuiswedstrijden op het Sportpark Noorderhoek. In 1968 is het park uitgebreid met veldverlichting, waardoor men ook 's avonds kon spelen. In 1973 werd het gravelveld aangelegd voor extra trainingsgelegenheid. Vier jaar later kreeg het clubhuis van Blackboys een grote renovatiebeurt. Het park werd in 2006 gesloten en de vereniging verhuisde naar Sportcentrum Schuttersveld. Hiermee ging het clubhuis van de club verloren, tot op heden heeft de vereniging geen eigen verenigingsgebouw.

### Sneek Wit Zwart
In 2021 staat een volledige overgang van de leden van Black Boys naar stadsgenoot Sneek Wit Zwart gepland, waarna de naam Black Boys in 2024 volledig zal verdwijnen en de vereniging zichzelf op zal heffen. Eerder werd al geprobeerd om samen te werken met andere Sneker voetbalverenigingen, maar dit liep op niets uit. Op 9 oktober 2020 stemden de leden van Black Boys in met deze plannen, omdat de vereniging voor zichzelf geen toekomst meer ziet. Dit besluit werd op 6 november 2020 door de Algemene Ledenvergadering van Sneek Wit Zwart bekrachtigd.

## Erelijst
- Kampioen 3e klasse KNVB: 1930
- Kampioen 4e klasse KNVB: 1960, 1975, 1983
- Kampioen 1e klasse FVB: 1974, 1982

## Competitieresultaten 1929–2018
| 2 3A |

| 1 3A |

| 2 3A |

| 8 2A |

| 7 2A |

| 6 2A |

| 7 2A |

| 4 2A |

| 8 2A |

| 9 2A |

| 6 2A |

| 3 C |

| 4 2A |

| 9 2A |

| 6 2A |

| 8 2A |

|  |

| 8 2A |

| 6 2A |

| 9 2A |

| 10 2A |

| 10 2A |

| 8 3A |

| 3 3A |

| 7 3A |

| 9 3A |

| 10 3A |

| 9 3A |

| 12 3A |

| 3 4A |

| 3 4A |

| 1 4A |

| 4 3A |

| 9 3A |

| 10 3A |

| 8 3A |

| 10 3A |

| 11 3A |

| 8 4A |

| 6 4A |

| 6 4A |

| 10 4A |

| 6 4A |

| 11 4A |

| 5 |

| 1 |

| 1 4A |

| 10 3A |

| 9 3A |

| 12 3A |

| 8 4A |

| 7 4A |

| 11 4C |

| 1 |

| 1 4B |

| 10 3A |

| 12 3A |

| 3 4A |

| 10 4A |

| 9 4A |

| 12 4A |

| 7 |

| 6 |

| 4 |

| 4 |

| 8 |

| 10 |

| 11 |

| 8 6B |

| 10 6B |

| 8 6A |

| 7 6A |

| 4 6A |

| 3 6C |

| 3 6A |

| 4 5A |

| 8 4A |

| 5 4A |

| 11 4A |

| 12 5A |

| 8 6B |

| 3 6B |

| 4 5A |

| 4 5A |

| 2 5A |

| 2 5A |

| 3 4A |

| 9 4A |

| 8 4A |

| 9 4B |

| 8 4B |

| Tweede klasse | Derde klasse | Vierde klasse | Vijfde klasse | Hoofdklasse FVB | Zesde klasse | Eerste klasse FVB | Noodcompetitie |

In elke staaf van de grafiek staat van boven naar beneden vermeld: 
- Eindnotering

Dit is de positie die de club heeft bereikt in de competitie, zonder eventuele beslissings-, play-off- of nacompetitiewedstrijden die nodig zijn geweest om bijvoorbeeld de kampioen van de competitie te bepalen.
Indien een * achter het getal staat is de notering een tussenstand en kan het zijn dat de notering niet overeenkomt met de uiteindelijke eindstand van de competitie.
Staat er een - dan is het seizoen nog bezig en is er geen definitieve uitslag bekend.
Staat er xx op de positie van de notering, dan heeft de club vroegtijdig de competitie verlaten. Dit kan onder andere komen door terugtrekking van het team, faillissement van de club of door een uitgedeelde straf van de KNVB. In veel gevallen staat elders in het artikel de reden vermeld.
Staat er een ? dan is het resultaat uit het verleden onbekend, en is alleen de competitie of het niveau bekend van dat seizoen.
In de seizoenen 2019/20 en 2020/21 werd wegens de coronacrisis het amateurvoetbal afgebroken. Daardoor kennen deze staven geen eindklassering (middels -- weergegeven).
- Competitieniveau en afdelingsletter of Officiële eindstand Eredivisie
  - Competitieniveau en afdelingsletter

Hierbij geeft het getal het niveau weer, dat ook terug te vinden is in de legenda. De letter is de afdelingsaanduiding en wordt gebruikt wanneer er meer afdelingen zijn op hetzelfde niveau. De afdelingsletter is altijd een hoofdletter en wordt meestal zonder nummer gebruikt.
Voorbeeld: 2F is niveau 2e klasse competitie F.
Het competitieniveau en nummer wordt niet vermeld wanneer er slechts één competitie van dit niveau was.
  - Officiële eindstand Eredivisie (getal staat tussen haakjes vermeld)

Sinds de introductie van play-offwedstrijden voor Europees voetbal na afloop van de reguliere competitie in 2005/06, is de KNVB verplicht een eindstand van de Eredivisie door te geven aan de UEFA aan de hand van deze play-offwedstrijden.
Bij deze eindstand staan clubs die zich hebben gekwalificeerd voor Europees voetbal hoger dan clubs die zich niet wisten te kwalificeren. Indien er geen verschil was tussen de eindnotering en de officiële eindstand, staat dit getal niet vermeld.

- Onderafdeling

Hier staat afgekort de naam van de onderafdeling indien de club in dat jaar in een onderafdeling uitkwam. Tevens staat deze afkorting in de legenda en wordt gelinkt naar het artikel over deze onderafdeling. Deze afkorting wordt alleen vermeld wanneer de club in het verleden in verschillende onderafdelingen heeft gespeeld. Deze vermelding is in de staaf altijd in kleine letters. Deze onderafdelingen zijn na het seizoen 1995/96 afgeschaft. Heeft de club in slechts één onderafdeling gespeeld, dan is dit alleen terug te vinden in de legenda.
Onder de staaf staat het jaartal vermeld waarin het seizoen is afgesloten. 15 verwijst naar het seizoen 2014/15 of eventueel het seizoen 1914/15.
Wanneer een staaf leeg is, zijn deze gegevens niet bekend. Het kan ook zijn dat de club dat seizoen niet heeft meegespeeld op het hogere amateurniveau, vroegtijdig de competitie heeft verlaten of uit de competitie is gezet.

In het seizoen 1944/45 was er wegens de Tweede Wereldoorlog geen regulier competitievoetbal.

### Topscorers vanaf seizoen 1981/82
- 1981/82:  Jan Hofstra (12)
- 1982/83:  André Dijkstra (14)
- 1983/84:  André Dijkstra (8)
000000 :  Jappie Fijlstra (8)
- 1984/85:  Tjitse Klijnstra (4)
- 1985/86:  Tjitse Klijnstra (8)
- 1986/87:  Tjitse Klijnstra (12)
- 1987/88:  Tjitse Klijnstra (9)
- 1988/89: Niet bekend (–)
- 1989/90:  Ferry Loolofs (8)
- 1990/91: Niet bekend (–)
- 1991/92: Niet bekend (–)
- 1992/93: Niet bekend (–)
- 1993/94:  Dicky Walstra (6)
- 1994/95: Niet bekend (–)

- 1995/96: Niet bekend (–)
- 1996/97:  Florim Guncati (12)
- 1997/98:  Hilbert Walstra (9)
- 1998/99:  Florim Guncati (7)
- 1999/00:  Spencer Le Cluese (8)
- 2000/01:  Florim Guncati (7)
- 2001/02:  Erwin de Vries (36)
- 2002/03:  Erwin de Vries (16)
- 2003/04:  Erwin de Vries (13)
- 2004/05:  Rudi Bleeker (7)
000000 :  Klaas Nicolay (7)
- 2005/06:  Rudi Bleeker (6)
000000 :  Klaas Nicolay (6)
000000 :  Erwin de Vries (6)
- 2006/07:  Erwin de Vries (13)
- 2007/08: Niet bekend (–)

- 2008/09:  Alex de Jong (12)
- 2009/10:  Erwin de Vries (33)
- 2010/11:  Erwin de Vries (25)
- 2011/12:  Erwin de Vries (22)
- 2012/13:  Erwin de Vries (33)
- 2013/14:  Erwin de Vries (28)
- 2014/15:  Erwin de Vries (17)
- 2015/16:  Erwin de Vries (15)
- 2016/17:  Dennis Niemarkt (11)
000000 :  Josué Molina Perez (11)
- 2017/18:  Kewin de Jong (11)
- 2018/19:  Lars van Dijk (7)
000000 :  Dennis Niemarkt (7)
- 2019/20:  Dennis Niemarkt (14*)
- 2020/21:  Dennis Niemarkt (1*)
000000 :  Jordi Albada (1*)
- 2021/22:  Achmed Yousif (11)
- 2022/23:  Achmed Yousif (26)

- = Seizoen niet uitgespeeld wegens Covid-19

### Trainers vanaf seizoen 1999/2000
- 1999–2002:  Eelke van Netten
- 2001-2002:  Wiepie de Vries
- 2002–2003:  Jappie Mous
- 2003–2006:  Gerrie Hofstra
- 2006–2008:  Richard de Jong
- 2008–2009: Niet bekend
- 2009–2010:  Jan Willem Stoelwinder

- 2010–2012:  Gerrie Hofstra
- 2012–2014:  Jan-Willem Stoelwinder
- 2014:  Frans Groenveld
- 2014–2016:  Jappie Booij
- 2016:  Ate Breeuwsma
- 2017:  Ed Laagland (a.i)
- 2017–2018:  Ed Laagland &  Richard Venema

- 2018–2019:  Jappie Booij &  Lars Niemarkt
- 2019–2020:  Jappie Booij &  Lars Niemarkt
- 2020–2021:  Jappie Booij &  Richard Venema
- 2021–2022:  Jappie Booij &  Richard Venema
- 2022–2023:  Jappie Booij &  Richard Venema
- 2023–2024:  Jappie Booij &  Richard Venema